# Mycetophila cayuensis
Mycetophila cayuensis är en tvåvingeart som beskrevs av Lane 1955. Mycetophila cayuensis ingår i släktet Mycetophila och familjen svampmyggor. Inga underarter finns listade i Catalogue of Life.